# Centralny Ośrodek Dokumentacji Geodezyjnej i Kartograficznej
Instytucja Gospodarki Budżetowej – Centralny Ośrodek Dokumentacji Geodezyjnej i Kartograficznej – wyspecjalizowana jednostka sektora finansów publicznych służąca realizacji zadań publicznych, podlegająca wpisowi do Krajowego Rejestru Sądowego.
Organem wykonującym funkcje organu założycielskiego w stosunku do CODGiK jest Główny Geodeta Kraju.

## Historia
CODGiK został utworzony 1 stycznia 1991 r. na mocy decyzji Ministra Gospodarki Przestrzennej i Budownictwa jako gospodarstwo pomocnicze Ministerstwa. Podlegał bezpośrednio Głównemu Geodecie Kraju, będącego dyrektorem Departamentu Geodezji, Kartografii i Gospodarki Gruntami Ministerstwa Gospodarki Przestrzennej i Budownictwa. W 1997 r. po powołaniu Głównego Urzędu Geodezji i Kartografii (GUGiK) jako jednostki podległej Ministerstwu Gospodarki Przestrzennej i Budownictwa, następnie Ministerstwu Budownictwa, a od 2007 r. Ministerstwu Spraw Wewnętrznych CODGiK był gospodarstwem pomocniczym GUGiK utworzonym na mocy decyzji Głównego Geodety Kraju. Od 14 grudnia 2010 r. CODGiK funkcjonuje jako instytucja gospodarki budżetowej, utworzona zarządzeniem Ministra Spraw Wewnętrznych i Administracji.
Zarządzeniem nr 25 Głównego Geodety Kraju z dnia 15 grudnia 2010 r. w sprawie nadania statutu gospodarki budżetowej pod nazwą Centralny Ośrodek Dokumentacji Geodezyjnej i Kartograficznej został wprowadzony statut CODGiK definiujący zakres działalności.
Zarządzeniem nr 19 Głównego Geodety Kraju  z dnia 1 września 2017 r. w sprawie likwidacji instytucji gospodarki budżetowej Centralny Ośrodek Dokumentacji Geodezyjnej i Kartograficznego, Główny Geodeta Kraju podjął decyzję o likwidacji CODGiK-u z dniem 31 grudnia 2017 roku.

## Przedmiot działalności podstawowej
wykonywanie czynności materialno-technicznych służących realizacji zadań przypisanych Głównemu Geodecie Kraju i określonych przepisami ustawy z dnia 17 maja 1989 r. Prawo geodezyjne i kartograficzne oraz ustawy z dnia 4 marca 2010 r. o infrastrukturze informacji przestrzennej poprzez:
- gromadzenie, prowadzenie,  i udostępnianie bazy danych centralnego zasobu geodezyjnego i kartograficznego, stanowiącego własność Skarbu Państwa w  zakresie:

– podstawowych osnów geodezyjnych, grawimetrycznych i magnetycznych dla obszaru kraju,
– państwowego rejestru granic i powierzchni jednostek podziałów terytorialnych kraju,
– państwowego rejestru nazw geograficznych,
– bazy danych ogólnogeograficznych,
– bazy danych obiektów topograficznych,
– zobrazowań lotniczych i satelitarnych oraz ortofotomapy,
– numerycznych danych wysokościowych,
– opracowań tematycznych.
- utrzymywanie, modernizację i rozwój infrastruktury technicznej ZSIN (zintegrowany system informacji o nieruchomościach) oraz rozwiązań informatycznych IPE (Integrująca Platforma Elektroniczna),
- zapewnienie i wdrożenia rozwiązań technicznych umożliwiających prowadzenie systemów informacji o terenie o zasięgu ogólnokrajowym,
- generalizację danych powiatowych systemów geodezyjnej ewidencji sieci uzbrojenia terenu celem zasilenia krajowej bazy danych geodezyjnej ewidencji sieci uzbrojenia terenu oraz zapewnienia usług sieciowych dostępu do tych danych dla innych systemów dziedzinowych,
- utrzymywanie serwerów katalogowych i serwerów metadanych oraz ich udostępniania,
- wdrażanie rozwiązań technicznych zapewniających interoperacyjność zbiorów i usług  danych przestrzennych oraz tworzenia i obsługi usług sieciowych dotyczących zbiorów i usług danych przestrzennych również na potrzeby systemów dziedzinowych innych resortów oraz jednostek samorządu terytorialnego i organów Unii Europejskiej,
- wdrażanie i utrzymywania rozwiązań technicznych geoportalu infrastruktury informacji przestrzennej, zapewniających określą przepisami wydajność i dostępność usług,
- zapewnianie dostępności i ciągłości działań systemów teleinformatycznych obsługujących rejestry publiczne w zakresie usług sieciowych, w tym usług udostępniających dane przestrzenne o lokalizacji zdarzeń i zjawisk dla systemów zarządzania kryzysowego i centrów dowodzenia,
- pełnienie roli centrum szkoleniowego Głównego Geodety Kraju, w zakresie realizacji szkoleń wynikających z art. 6 ustawy o infrastrukturze informacji przestrzennej dla administracji geodezyjnej i kartograficznej oraz użytkowników i podmiotów współtworzących infrastrukturę informacji przestrzennej.

## Główne usługi realizowane w przedmiocie działalności poza podstawowej
- świadczenie usług w zakresie przetwarzania danych przestrzennych, zasilania danymi oraz przetwarzania dokumentacji i danych analogowych do postaci cyfrowej,
- świadczenie usług w zakresie wykonywania specjalistycznych opracowań kartograficznych,
- świadczenie usług fotograficznych, fotoreprodukcyjnych i reprodukcyjnych, łącznie z naświetlaniem, przygotowaniem do druku, drukowaniem oraz wykonywaniem wszelkiego rodzaju wielkoformatowych odbitek i reprodukcji,
- przygotowywanie, przetwarzanie w tym kopiowanie, skanowanie, powielanie i archiwizowanie dokumentów,
- sprzedaż atlasów, map oraz innych wydawnictw z dziedziny geodezji i kartografii oraz infrastruktury informacji przestrzenne,
- organizacja i obsługa szkoleń, konferencji i seminariów w zakresie geodezji, kartografii, katastru, infrastruktury informacji przestrzennej, systemów informacji przestrzennej, bezpieczeństwa informacji, rozwiązań informatycznych, projektowania, zarządzania i administracji.

## Siedziba
Główna siedziba CODGiK znajduje się w Warszawie przy ul. Jana Olbrachta 94B.
Składnica Dokumentacji Geodezyjnej i Wydawnictw Drukowanych
znajduje się w  Lesznowoli przy ul. Wojska Polskiego 81

## Lista Dyrektorów CODGiK
| Imię i nazwisko      | Od                     | Do                  |
| -------------------- | ---------------------- | ------------------- |
| Remigiusz Piotrowski | 1 stycznia 1991 r.     | 31 stycznia 1994 r. |
| Andrzej Kowalczyk    | 1 lutego 1994 r.       | 31 stycznia 1995 r. |
| Grażyna Twardowska   | 1 lutego 1995 r.       | 30 września 2002 r. |
| Grzegorz Kurzeja     | 1 października 2002 r. | 12 czerwca 2007 r.  |
| Jacek Piłat          | 13 czerwca 2007 r.     | 31 grudnia 2011 r.  |
| Artur Kapuściński    | 1 stycznia 2012 r.     | 22 września 2016 r. |
| Jarosław Zembrzuski  | 23 września 2016 r.    |                     |